# 台湾美術展覧会
台湾美術展覧会（たいわんびじゅつてんらんかい）は、日本統治時代の台湾において開催された美術公募展。略称は「台展」（たいてん）。

## 概要
台湾総督府文教局の外郭団体である台湾教育会が主催し、毎年公募展の形式で開催された。1927年10月に第1回展覧会が開催され、1936年の第10回をもって中断された。1938年から主催が台湾総督府文教局に変わり、台湾総督府美術展覧会と改称、1943年の第6回まで開催された。略称は「台展」「府展」（ふてん）。
「帝展」（帝国美術院展覧会）を模した形式で運営され、東洋画部と西洋画部が設置された。日本統治時代の台湾における新人美術家の登竜門であった。
戦後の1946年に創立された台湾省全省美術展覧会が、台展を受け継ぐ形となった。

## 賞
審査委員によって選出された。
- 特選 - 最優秀賞
- 推薦
- 台展賞 - 台湾日日新報社提供
- 台日賞 - 台湾日日新報社提供
- 朝日賞 - 大阪朝日新聞社提供
- 総督賞 - 府展のみ